# Pfarrkirche Batschuns

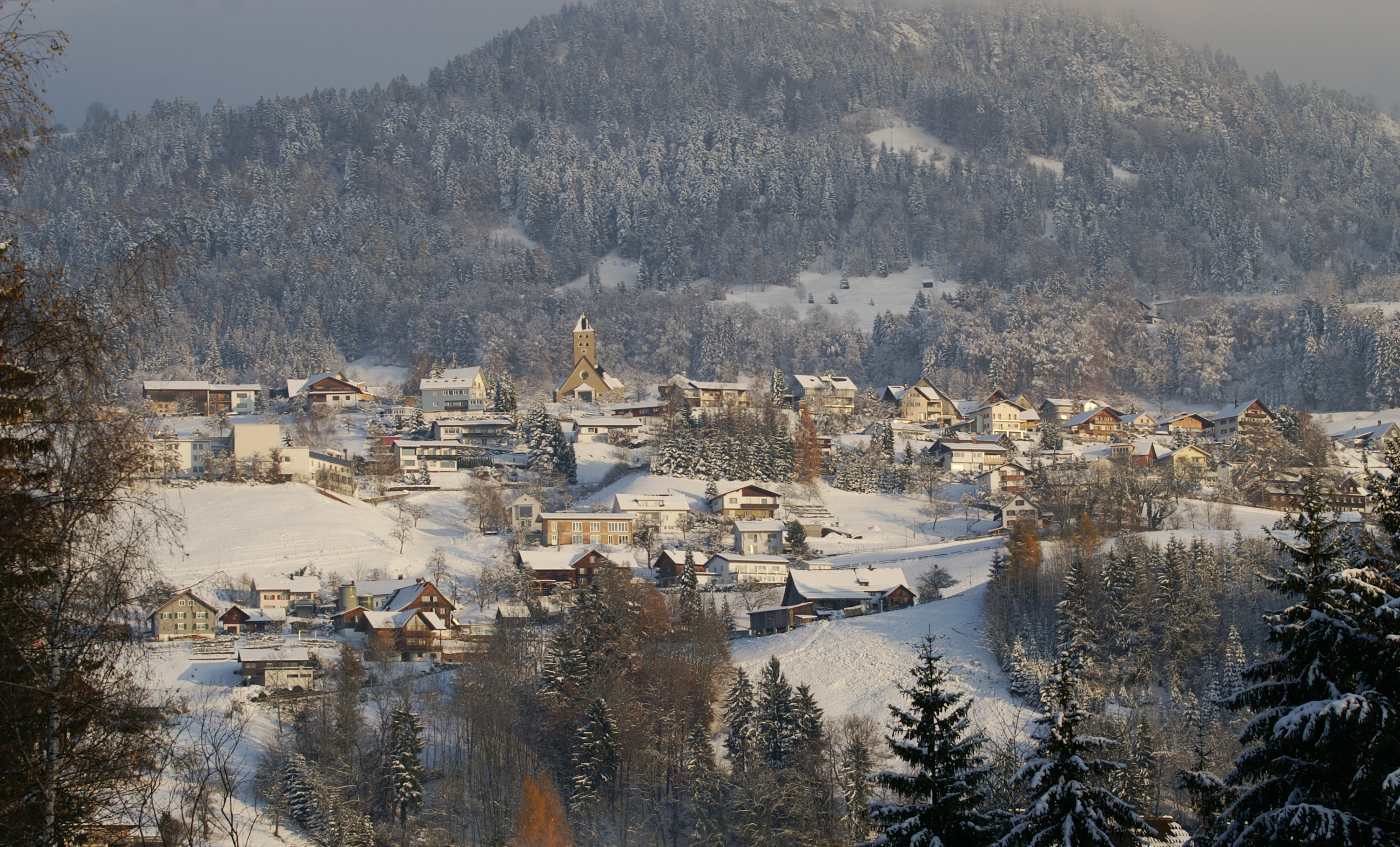
Der Ort Batschuns mit der Pfarrkirche

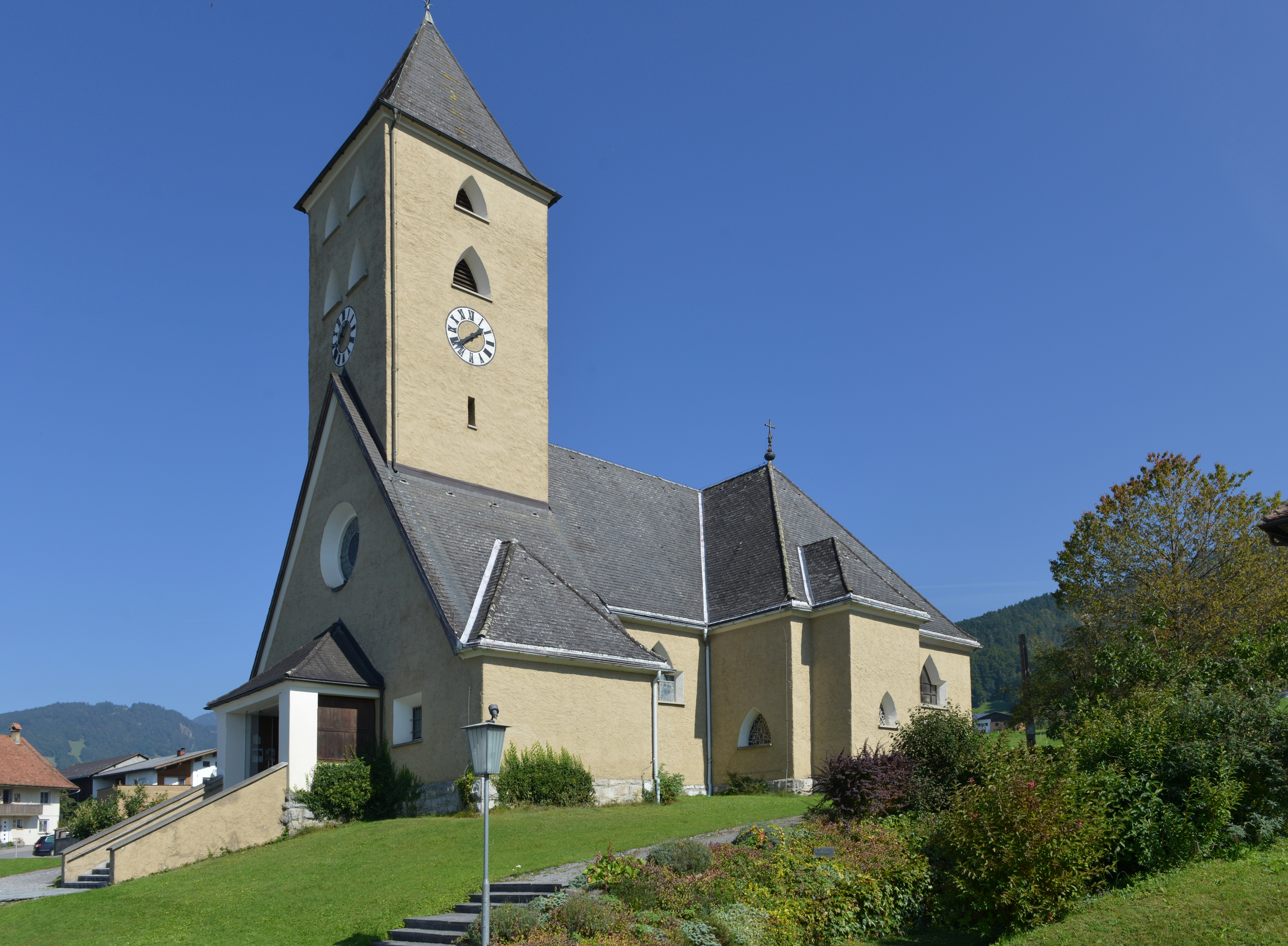
Kath. Pfarrkirche hl. Johannes der Täufer in Batschuns

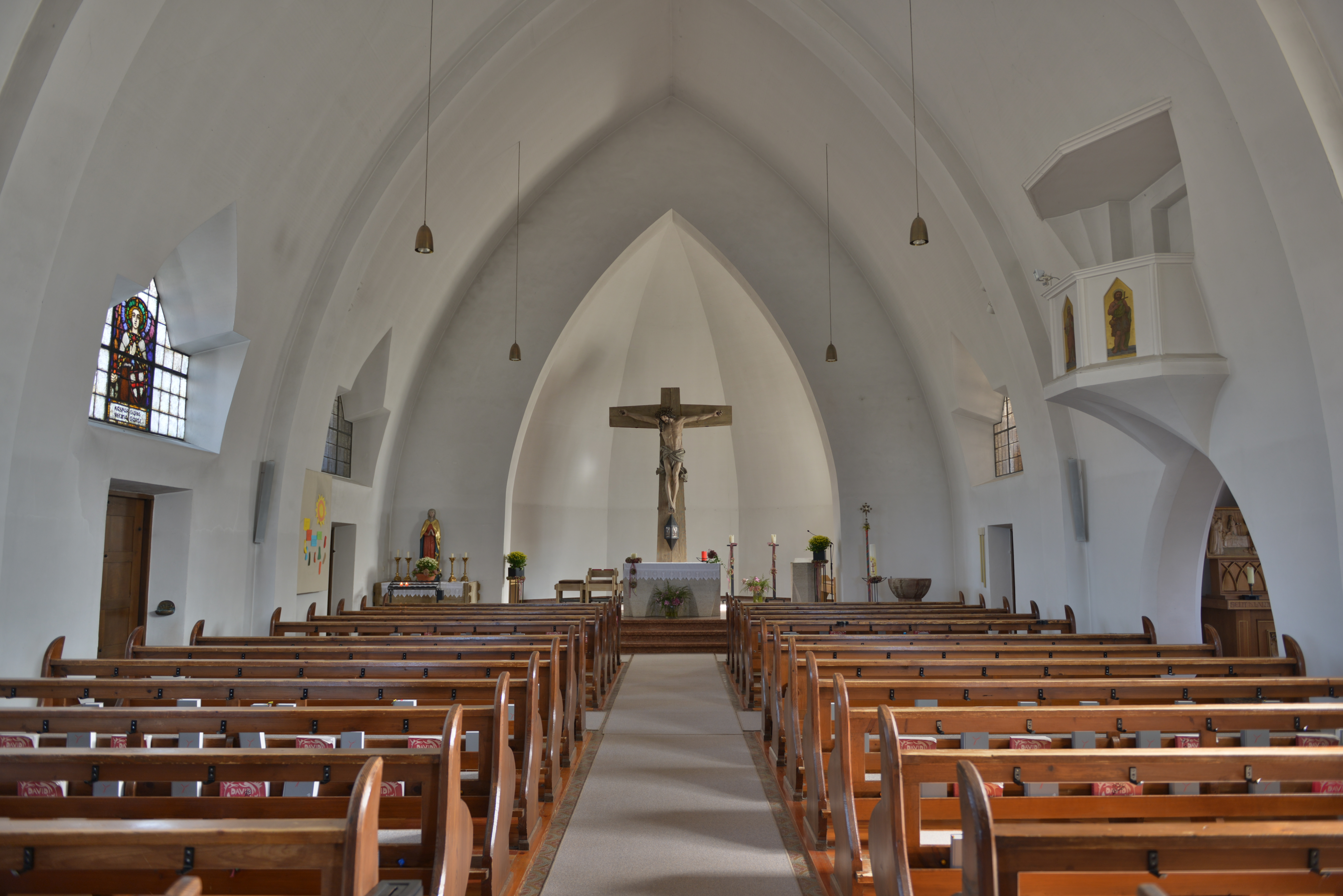
Im Langhaus zum Chor

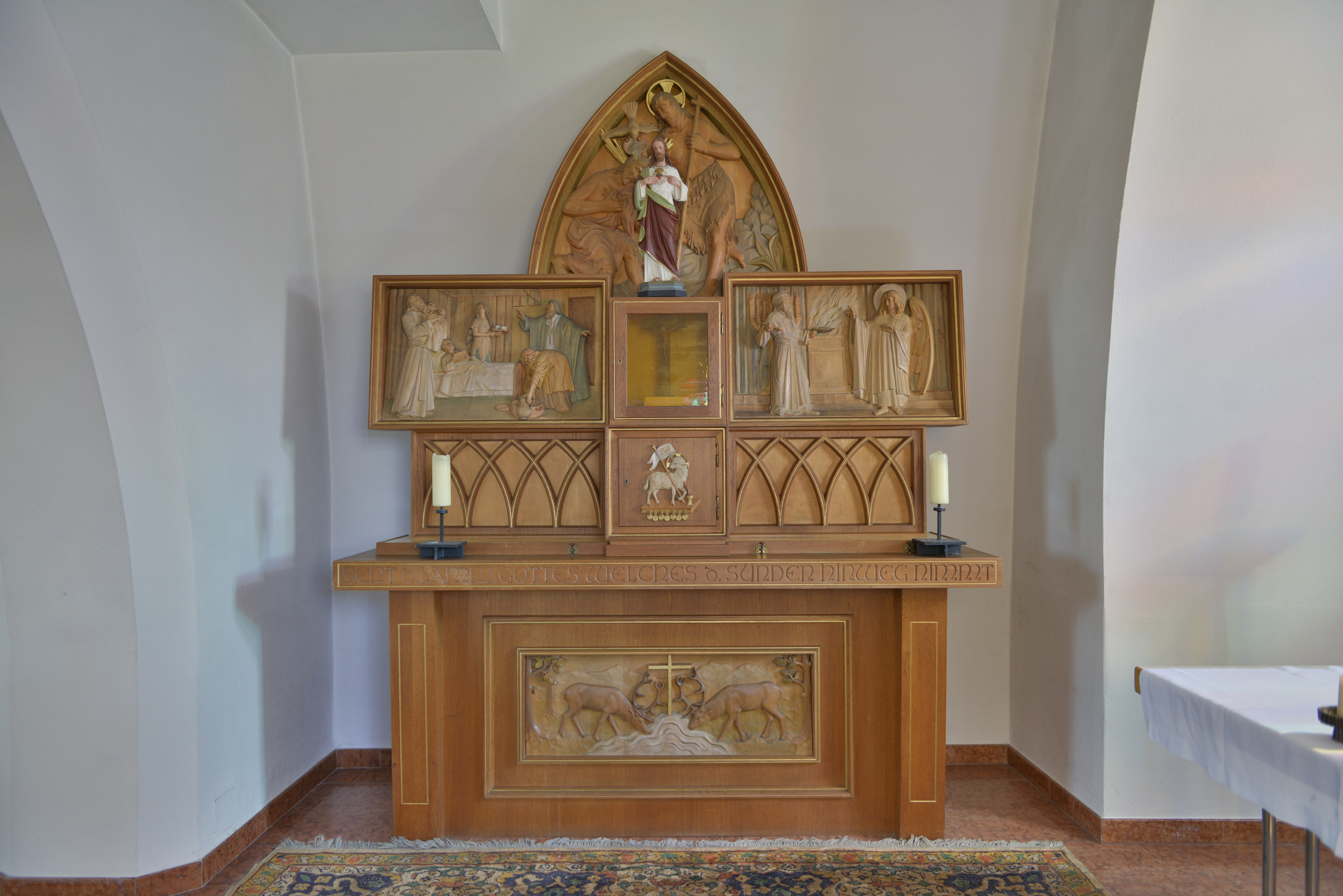
Der Altar in der Seitenkapelle mit Reliefs von Johann Georg Bachmann

Die römisch-katholische Pfarrkirche Batschuns steht in Batschuns in der Gemeinde Zwischenwasser im Bezirk Feldkirch in Vorarlberg. Die auf den heiligen Johannes der Täufer geweihte Pfarrkirche gehört zum Dekanat Rankweil der Diözese Feldkirch. Die Kirche steht unter Denkmalschutz.

## Geschichte
Urkundlich wurde 1363 Butschuns genannt. Von 1921 bis 1923 wurde nach den Plänen des Architekten Clemens Holzmeister eine Kirche erbaut, welche 1932 zur Pfarrkirche erhoben wurde. Die Kirche wurde 1971/1972 restauriert.

## Architektur
Die Kirche ist ein Rechteckbau mit zwei querschiffartigen Erweiterungen und einem Chor mit Dreiachtelschluss. Der leicht zurückgesetzte Fassadenturm der westlichen Giebelfront zeigt im Obergeschoß zwei Reihen mit Spitzbogenöffnungen und trägt ein Pyramidendach. Das leicht ansteigende Gelände wurde vor der Westfassade mit einer Treppenanlage und einem gemauerten Vorzeichen verbaut. Seitlich am Langhaus sind kräftige Stützmauern. Nördlich schließt an die Kirche ein Friedhof an.
Die dreiachsige Eingangshalle unter dem Turm hat eine Flachdecke. Seitliche Spitzbogenarkaden führen zum Beichtraum und zum Aufgang zur Empore. Das dreijochige Langhaus hat ein spitzbogiges Gewölbe mit zwei Gurtbögen und hat im Norden drei und im Süden zwei kronenförmige Fenster. Nach dem eingezogenen spitzbogigen Triumphbogen ist der eingezogene polygonale Chor. Südlich im mittleren Joch des Langhauses mit einer Spitzbogenarkade geöffnet ist eine spitzbogengewölbte Kapelle angebaut.
Die Glasgemälde der Tiroler Glasmalereianstalt zeigen im Chor links Alphons, rechts Augustinus, im Langhaus links Anna mit Maria, Michael, rechts Andreas, an der Westfassade über der Empore Cäcilia.

## Ausstattung
Das Kruzifix im Chorraum wurde von Andreas Crepaz gefertigt. Der Kanzelkorb zeigt die Gemälde von Moses, Christus und Johannes dem Täufer. Die Kreuzwegstationen wurden von Ludwig Sturm (1929) gefertigt. Der Altar in der Seitenkapelle zeigt als Relief die Taufe Christi, der Tabernakel ein Relief des Lamm Gottes. Das Antependium zeigt zwei Hirsche an der Quelle sowie ein Kruzifix mit der Maria Magdalena, geschaffen vom Bildhauer Johann Georg Bachmann.

Die ursprüngliche Orgel wurde von Albert Mayer (1926) errichtet. Am 15. November 1998 wurde eine neue Orgel aus der Manufaktur von Christoph Enzenhofer geweiht. 

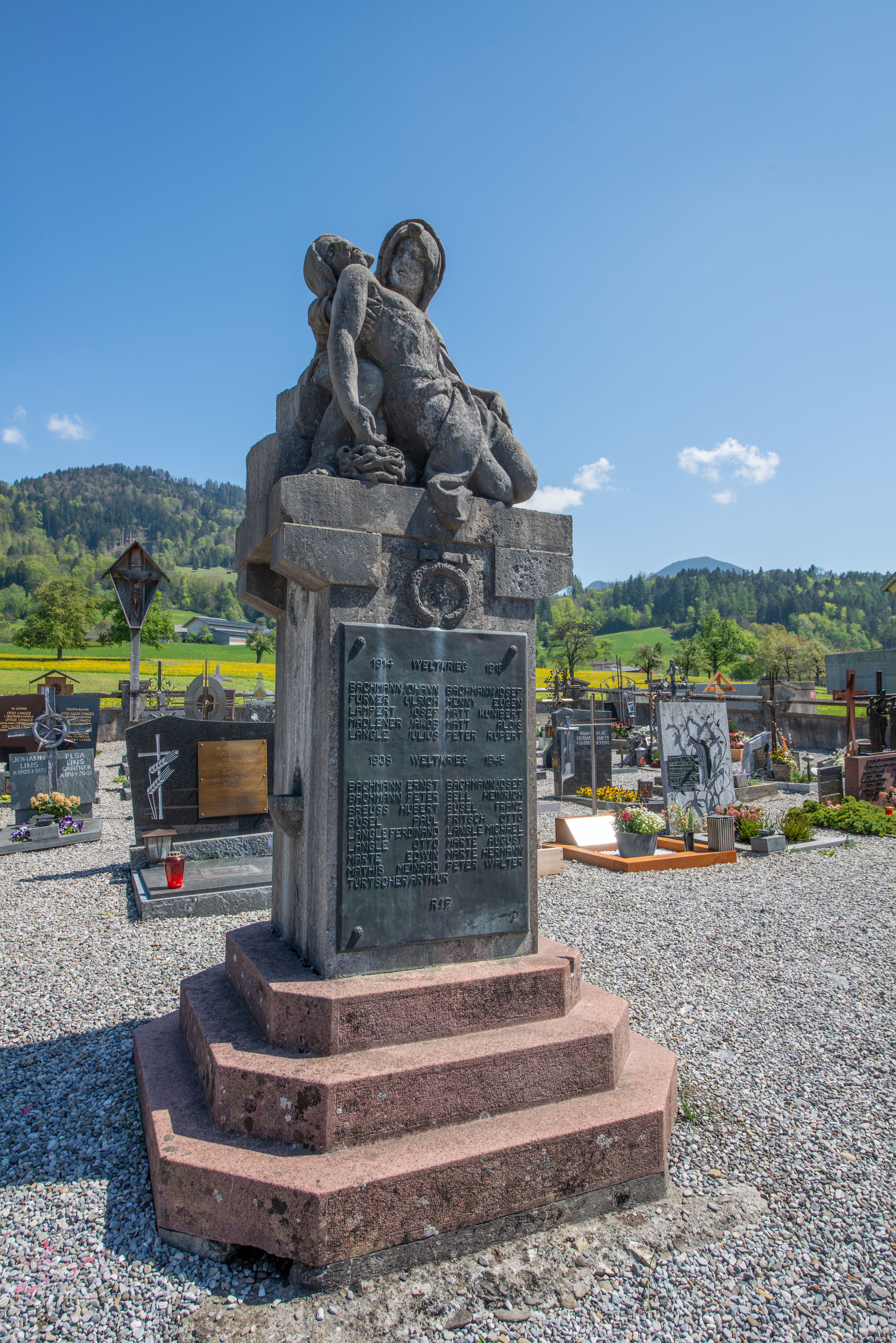
Kriegerdenkmal

Das Kriegerdenkmal mit einer Pietà schuf der Bildhauer Alois Reich (1934).